# 塗仏の宴 宴の始末
『塗仏の宴 宴の始末』（ぬりぼとけのうたげ うたげのしまつ）は京極夏彦の長編推理小説・妖怪小説。百鬼夜行シリーズ第七弾である。『塗仏の宴』は『宴の支度』と本作『宴の始末』との二部作となっている。

## 書籍情報
- 新書判：1998年09月、講談社ノベルス、ISBN 4-06-182033-8
- 文庫判：2003年10月、講談社文庫、ISBN 4-06-273859-7
- 分冊文庫判：2006年5月、講談社文庫、[上] ISBN 4-06-275395-2、[中] ISBN 4-06-275396-0、[下] ISBN 4-06-275397-9

## あらすじ
関口巽は殺人容疑で逮捕。榎木津礼二郎と木場修太郎は行方不明。中禅寺敦子は何者かに連れ去られてしまう。そんな中、京極堂の指示で事件のキーパーソンらを集めるべく、青木文蔵、鳥口守彦、益田龍一の三人は静岡県韮山に足を運ぶ。しかし時既に遅く、「成仙道」、「韓流気道会」、「太斗風水塾」、さらに華仙姑処女、藍童子、尾国誠一らが続々と韮山に集結し、さらには地元警察も巻き込んで大乱闘を繰り広げていた。そんな中、京極堂もまた川島新造らを伴って韮山へと向かう。消滅した村、「戸人村」。そこに数千年前から居るという不老不死「くんほう様」とは一体何者か。村人五十人鏖殺事件は本当にあったのか。様々な謎が解きほぐされ、ついに姿を現した黒幕、「ゲーム判定者（ジャッジ）」と京極堂の戦いが始まる。

## 登場人物
主要登場人物は百鬼夜行シリーズを、『宴の支度』からの登場人物は当該項目を参照。
村上 貫一（むらかみ かんいち）
静岡県警下田署の刑事。愛称は「カンさん」。35歳。
紀州熊野の貧しい兼業農家に生まれ、家業を継ぐものだと父に従って生きてきたが、20歳の時に6歳下の弟の兵吉が家出し、父から付和雷同の軟弱者と殴られたのを契機に家族を捨て、世話になった山辺の故郷の下田に移り住む。14年前に結婚、途中6年間兵役に取られて6年前に復員し、戦後は警官になり下田署の刑事課に配属される。
血が繋がらないとは云え我が子を慈しむ意志はあったが、戦争で精神に受けた傷の影響や、復員した時には6歳になっていたために上手く接することができず、家庭を蔑ろにして 6年間一度も休暇を取らずに仕事に没頭していた。己の出自を知り逆上した息子に文鎮で殴られて昏倒し、息子が家出したことで遂に妻との関係性も崩壊してしまう。
村上 美代子（むらかみ みよこ）
貫一の妻。結婚後すぐに妊娠したものの、過労が原因で最初の子を流産してしまい、養子を迎える。息子が行方不明になったことで「成仙道」に入信してしまう。
村上 隆之（むらかみ たかゆき）
貫一と美代子の息子。昭和16年生まれの12歳。最初の子を流産した村上夫妻の元に山辺が連れて来た養子。
何者かから自分が両親の本当の子ではなく、実母が窃盗の常習犯だった流れ者の娼婦だと聞かされて貫一に事実を問い糾すが、答えを貰えずに逆上して殴り掛かり、その後失踪する。
村上 福一（むらかみ ふくいち）
貫一と兵吉の父。7人家族の貧しい百姓で、紙漉きなども兼業として行っていた。ただ、家柄は古く、村の一角を凡て一族郎党が占め、その中でも本家扱いと云える立場だった。
次男の兵吉と折り合いが悪く、役立たずと罵り殴ってまでいたが、内心では跳ねっ返りの次男を頼もしく思っていたので、彼が家出したのが契機となって荒れて駄目になってしまう。そして長男の貫一や母親が気持ちを汲まなかった所為で家出したと責め、模範的であろうとしていた付和雷同の軟弱者と云って殴ったことで家庭は完全に崩壊し、長男までもが家を出て行ってしまい、以来15年間も連絡を絶たれてしまう。
有馬 汎（ありま わたる）
静岡県警下田署の刑事。階級は警部補。愛称は「ボンさん」。刑事課の中ではかなり高齢。15年程前は巡査部長として韮山の駐在所に勤務していた。
緒崎（おざき）
静岡県警下田署の刑事。愛称は「ザキさん」。関口の取り調べをする。自白はしているのにはっきりとした供述をしない関口に苛立ち、厳しく尋問する。
太田（おおた）、下山（したやま）、戸ヶ崎（とがさき）、武居（たけい）
静岡県警下田署の刑事。
西野（にしの）
静岡県警下田署の警官。刑事課ではない。
山辺 唯継（やまべ ただつぐ）
故人。有馬の友人で、貫一の住居も妻も養子も復員後の仕事まで周旋してくれた恩人。親を早くになくし兄弟もなく独身で天外孤独の境遇だった。
内務省の官僚で、警保局の保安課に所属し特高警察の拡充などに奔走した他、陸軍とも関係があった。昭和23年の早春に死去。
河原崎 松藏（かわらざき まつぞう）
警視庁目黒署捜査二課の刑事。岩川の部下だった。頭を短く刈り込んでいるせいか堅気には見えず、やくざか坊主のような印象を与える。どんな時でも悪い奴は悪いと突っ走ってしまう癖があり、つい過激なことも云ってしまう。国粋主義者でも戦争賛美者でもないが、日本の敗戦については悔しいと思っているので、岩川からは右翼思想の持ち主だと思われて幾度も説教されていた。
条山房の捜査が打ち切りになったあと、諦め切れず服務規程を無視して個人的に被害者の春子に接触し、韓流気道会に拉致された彼女を救出、保護する。そして失踪した木場の消息を追って青木に接触し、共に捜索を行う。
保田 作治（やすだ さくじ）
木場の妹の夫（木場の義弟）。公務員で役場の出納係をしている。天外孤独だったため身を固めたいと望んでおり、3年前に見合い結婚した。芒洋として掴みどころのない義兄を苦手に思っている。
保田 百合子（やすだ ゆりこ）
木場の妹で作治の妻。算術が何より不得手だったが、現在は家業を手伝い会計事務をしている。母が華仙姑に引っ掛かって大金を騙し取られたのを契機に「みちのおしえ修身会」にのめり込み、実家を有限会社化すべく、伊豆で経営者育成の研修を受ける。
木場 徳太郎（きば とくたろう）
木場の父。石工。3ヶ月前に脳溢血で倒れ、一命は取り留めたものの、右半身に麻痺が残ってしまう。
木場 サキ（きば サキ）
木場の母。大変に信心深く、縁起担ぎから俗信迷信まで、兎に角信用する。
夫の不慮の災難に慌て、風水に凝って太斗風水塾に入会しようとするも門前払いを受け、祈祷師、霊媒師、行者などを次々と頼って小金を掠め取られ、最後は華仙姑処女を紹介してもらうために借金までして手付けの50万円を支払ってしまう。
留（とめ）
木場石材店で働く男性。先代から勤めている。木場を修ッ公（しっこう）、百合子を百合坊（ゆりぼう）と呼ぶ。
韓大人（かんたいじん）
気功武術団体「韓流気道会」会長。
黒川 玉枝（くろかわ たまえ）
内藤赳夫の内縁の妻。29歳だが25、6歳ほどに見え、痩せっぽちで、何処か気の強そうな印象。久遠寺医院の看護婦をしていた。谷中のアパートに住んでいる。
先月の終わりに大喧嘩して家を去った内藤を探して上野を訪れ、偶然出合った司と福に捜索に協力して貰う。
司 喜久男（つかさ きくお）
榎木津の古い友人で、輸入雑貨を商売にしている貿易商。頭を五厘刈りにして、凹凸の少ない日焼けした顔に金縁の眼鏡を掛け、派手な色のアロハシャツを着た、どう見ても堅気の風体ではないちんぴら風の胡散臭い男。上野界隈の地下道に住む浮浪者など、極東の暗黒街に顔が利く。
偶然知り合った玉枝の人探しに協力する。
福（ふく）
通称、「駱駝の先生」。戦前から30年以上も上野の地下道辺りに居着いており、やくざや娼婦からは一目置かれ、浮浪者や掏摸には尊敬されている。司の親分格。かつて画家だったらしく、仏蘭西まで留学した経験もある。乞食で生計を立てる自由人で、物乞いは卑しい行為ではなく、社会という家族を成すために害毒となる余剰な富を喰い潰す存在は必要不可欠だと嘯く。
木村 よね子（きむら よねこ）
加藤家家政婦。30年以上も住み込みで、何も出来ないの只二郎の身の回りのことを一切合切やっていた。背病みが酷く、若い頃に患ったせいで子供を産めない躰になり、50年前に胃も患い付いており、食が細い。代々天台宗だが、死ぬのは嫌だと成仙道に入信し、健康法を教わり胃弱の薬を分けて貰っている。
自分が只二郎の妻で麻美子の母親だと思い込まされている。
小沢（おざわ）
清水の不動産屋、桑田組の構成員。南雲正陽の依頼を受け、韮山にやって来た。
曹方士（そうほうし）
新興宗教「成仙道」の教祖。不気味な仮面を着けている。
小畠 祐吉（おばた ゆうきち）
かつての戸人村の住人。
久能 政五郎（くのう まさごろう）
かつての戸人村の住人。
久能 シゲ（くのう しげ）
かつての戸人村の住人。政五郎の妻。
八瀬 重慶（やせ しげよし）
かつての戸人村の住人。

## 用語
『宴の支度』からの登場用語は当該項目を参照。